# Il sesso degli angeli
Il sesso degli angeli è un film del 1968 diretto da Ugo Liberatore.

## Trama
Nora, Nancy e Carla sono tre giovani amiche. Tutte e tre provengono da famiglie ricche, e nonostante dicano di non riconoscersi nel conformismo borghese, non si fanno problemi ad utilizzare le comodità e le ricchezze garantite loro dai genitori. Le tre ragazze decidono di passare un fine settimana nello yacht del padre di Nora, per fare una crociera fra i fiordi della Dalmazia. In mare aperto le tre ragazze si liberano da ogni inibizione, anche grazie all'assunzione di LSD. Nora convince le tre amiche a prendere a bordo un ragazzo, Marco, per utilizzarlo come oggetto sessuale.
Durante un'orgia Marco viene colpito da un colpo di pistola, rimanendo gravemente ferito. Nora e Nancy hanno paura delle conseguenze legali, nel caso dovessero riportare Marco a riva per curarlo, così decidono di lasciarlo lentamente morire dissanguato nonostante le proteste di Carla che si stava innamorando del giovane. Marco muore dopo lunghe sofferenze e il suo cadavere viene gettato in mare prima che le ragazze sbarchino per tornare alla loro vita normale.